# Momodou Sonko
Momodou Lamin Sonko, född 31 januari 2005, är en svensk fotbollsspelare som spelar för Gent.

## Klubblagskarriär
Momodou Sonkos moderklubb är Västra Frölunda IF. Efter att ha provspelat med Liverpool redan som 12-åring lämnade Sonko till slut Västra Frölunda IF för BK Häcken som 14-åring.
Under sin tredje säsong i BK Häcken fick en 17-årig Sonko göra sin A-lagsdebut. I träningsmatchen mot Utsiktens BK den 17 mars 2022 stod Sonko för ett inhopp och gjorde även sitt första A-lagsmål i 4-3-segern. Senare under våren skrev han också på sitt första A-lagskontrakt, vilket sträckte sig till sommaren 2025. Den 30 augusti 2022 följde tävlingsdebuten. I 2-1-segern mot Älmhults IF fick nämligen Sonko chansen från start. En knapp månad därpå fick Sonko även debutera i allsvenskan, då han gjorde ett inhopp i 1-1-mötet med Varbergs BoIS FC den 2 oktober 2022.

## Landslagskarriär
Momodou Sonko har representerat Sveriges U19- och U17-landslag.
Debuten i U17-landslaget skedde den 1 september 2021, då Sveriges P16-landslag besegrade Schweiz med 2-1. Senare under hösten medverkade Sonko även i två kvalmatcher till U17-EM 2022 men han lämnades sedan utanför mästerskapstruppen. Ett knappt år efter debuten i U17-landslaget debuterade Sonko i U19-landslaget, då Sveriges P17-landslag spelade 2-2 mot Österrike den 24 september 2022.

## Statistik
| Klubb              | Säsong             | Liga               | Liga    | Liga | Nationell cup | Nationell cup | Internationell cup | Internationell cup | Övrigt  | Övrigt | Totalt  | Totalt |
| Klubb              | Säsong             | Division           | Matcher | Mål  | Matcher       | Mål           | Matcher            | Mål                | Matcher | Mål    | Matcher | Mål    |
| ------------------ | ------------------ | ------------------ | ------- | ---- | ------------- | ------------- | ------------------ | ------------------ | ------- | ------ | ------- | ------ |
| BK Häcken          | 2022               | Allsvenskan        | 2       | 0    | 1             | 0             | -                  | -                  | -       | -      | 3       | 0      |
| Totalt i karriären | Totalt i karriären | Totalt i karriären | 2       | 0    | 1             | 0             | 0                  | 0                  | 0       | 0      | 3       | 0      |

## Personligt
Under uppväxten jämfördes Momodou Sonko med Lionel Messi men hade själv Neymar som sin favoritspelare. Under tonåren nämnde han istället Kylian Mbappé som sin fotbollsmässiga förebild. Sonkos bror blev skjuten till döds under 2009 i Biskopsgården.

## Meriter
BK Häcken
- Svensk mästare: 2022